# Samy Benmayor
Samy Benmayor (Santiago, 24 de enero de 1956) es un pintor y escultor chileno, perteneciente a la llamada Promoción 80. Considerado uno de los artistas plásticos más importantes a nivel nacional, sus obras se distinguen por una clara carga simbólica y lúdica.

## Biografía
Samy Benmayor proviene de una familia de origen judío sefardita emigrada de Estambul a mediados del siglo XX, Su padre, Nissim —que era 28 años mayor que su madre— murió repentinamente de un ataque cerebral cuando Samy no había cumplido aún los dos años de edad; vivió su infancia en una casona en la Alameda. 
Asistió al Liceo Manuel de Salas y luego de finalizar la enseñanza secundaria ingresó, en 1976, a la Facultad de Artes de la Universidad de Chile, donde en 1982 obtuvo la Licenciatura en Artes Plásticas. Entre sus profesores estuvieron los destacados artistas Gonzalo Díaz y Rodolfo Opazo, entre otros.
Luego de su paso por la universidad, diversas instituciones lo becaron para seguir estudiando en el extranjero. Así, en 1981, la Corporación de Amigos del Arte le otorgó una beca de un año en Nueva York; siete años más tarde, ganó otra de la Agencia de Información de los Estados Unidos y la Foundation for Artists Colonies y en 1989, gracias a esa misma agencia, pudo estudiar Arte Visual en la Djerassi Foundation Woodside en California.
Fue en Estados Unidos que conoció a Susana Mansilla, quien se convirtió en su esposa y agente. La pareja tiene dos hijos Matilde (1988) y José (1985), ambos artistas. 
Benmayor ha desarrollado diversas actividades de docencia: ha enseñado Técnicas de la Pintura y Teoría del Color en el Taller 619 y realizado trabajos de extensión artística en el Instituto de Arte Contemporáneo.
Su primera exposición individual fue realizada en a Galería Sur, en 1982. En esta década organizó junto a colegas algunos talleres: con Matías Pinto D'Aguiar, el Chucre Manzur, que por dos años congregó a varios artistas; en 1986, el Santa Victoria, con Fernando Allende (n. 1952), Odette Berthoud (1955) y Carlos Maturana (más conocido como Bororo).
Considerado uno de los artistas plásticos más importantes de su país, se ha utilizado desde 1996 su obra Alegría de la infancia como símbolo del proyecto Chile-Imagen, impartido por el Ministerio de Educación para promover el trabajo de los artistas chilenos. Seleccionado por MetroArte, en mayo de 1999 se instaló en la estación Baquedano su mural Declaración de amor. 
Ha participado en numerosas exposiciones colectivas e individuales, tanto a nivel nacional como internacional, destacando por una propuesta artística espontánea y casi irreverente. Estuvo presente en varios eventos de las celebraciones del bicentenario de Chile, como en "Arte en el Cielo", donde se instalaron globos frente al Palacio de la Moneda. En 2001, junto con Álex Cornejo, produjo la serie de televisión de 8 capítulos Viaje al centro de la música, que fue transmitida por Canal 13 y ganó financiamiento del Consejo Nacional de Televisión  (CNTV).
La pandemia del covid19 pilló a Benmayor en Nueva York y desde allí ha subido cada semana a su cuenta en Facebook un vídeo en el que analiza un libro de fotografía, su nueva pasión.

### Técnica artística

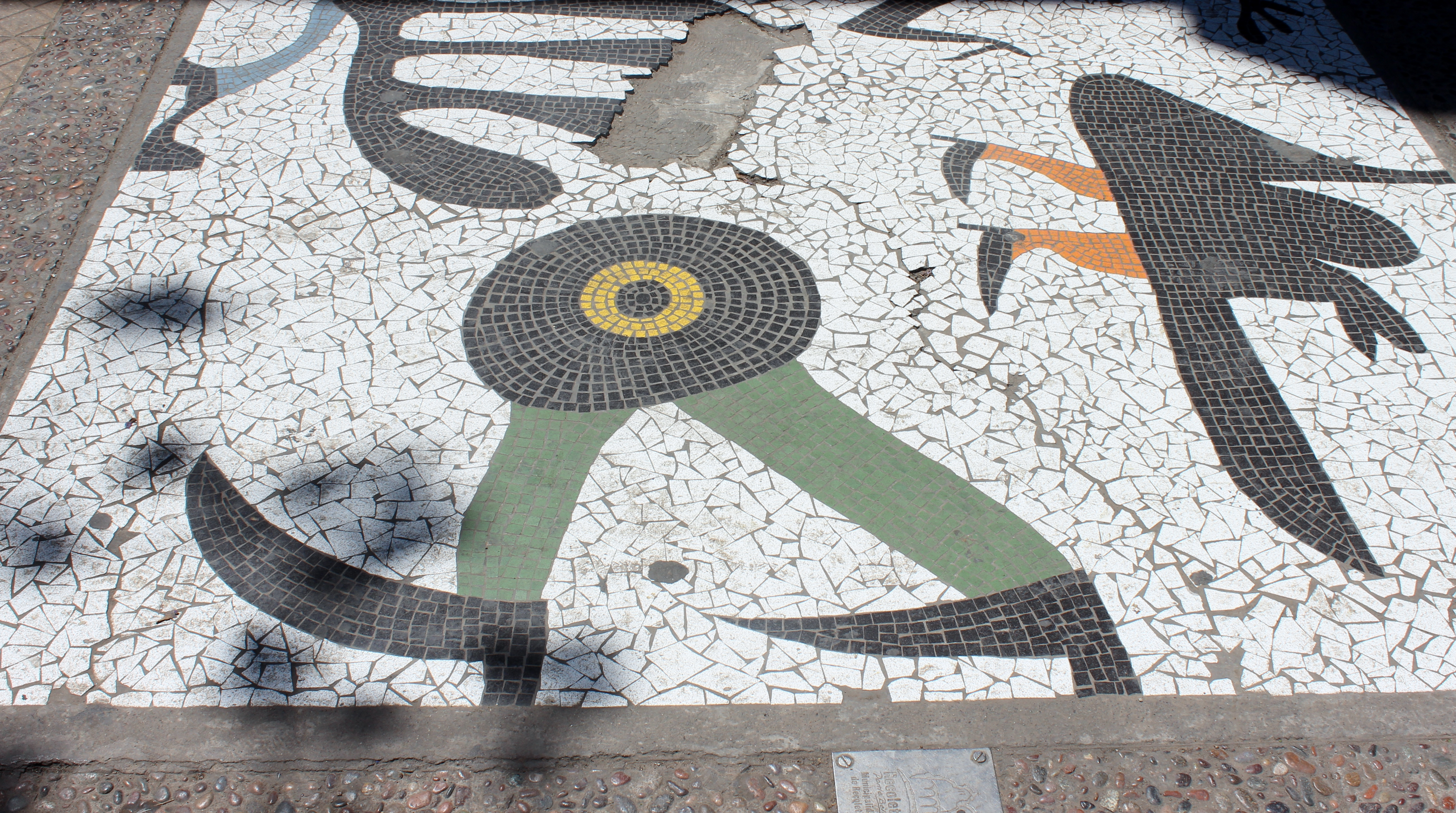
Los caminantes

Benmayor pertenece a la generación de 1980, llamada Promoción 80 debido a la exposición homónima realizada ese año en el Museo de Arte Contemporáneo por un grupo de estudiantes de la Universidad de Chile (Victoria Calleja, Álvaro Cortés, Ismael Frigerio, Omar Gatica, Rodrigo Pascal, Jorge Tacla, Mami Usui…) vinculados a la corriente neoexpresionista alemana. "Los artistas de esta promoción se mantuvieron firmes en la experimentación con la pintura y se volcaron, sin excepción, hacia lo figurativo", sostiene Milan Ivelic, buscando la reivindicación de la pintura ante el peso que tenían las prácticas neovanguardistas de la época. Esta generación –a la que también adscriben Carlos Maturana (Bororo), Enrique Zamudio, Matías Pinto D´Aguiar y otros– destacó por instaurar en su obra nuevos lenguajes artísticos, plasmándose como un fenómeno en la escena nacional durante la década de 1980 (posdictadura).
Por su parte, Samy resalta un tratamiento en sus obras donde se aprecia una clara carga simbólica; esto remite a la intención de recuperar el lenguaje y oficio propio de la pintura perdido con la tendencia conceptual, movimiento que había penetrado en Chile. En su trabajo busca volver a lo tradicional, plasmando la subjetividad del artista en la obra, privilegiando la expresión versátil y gestual de la pintura a través de imágenes y sucesos simultáneos en un mismo espacio.
Utiliza recursos tradicionales como óleo y acrílico, rescatando la técnica de la acuarela como medio para representar una gráfica infantil, a partir de la cual da un tono lúdico y gestual a sus obras.
El historiador de arte Edward Sullivan (n. Nueva York, 1949) ha escrito sobre el pintor chileno: "Benmayor ha sido por años el principal exponente y líder del poder de la expresión pura en la obra de arte por sobre el discurso ideológico representado por otros artistas de su generación y las anteriores. Uno observa en las telas y dibujos de Benmayor referencias a aspectos banales y cotidianos y al mismo tiempo a señales y símbolos crípticos".
Samy Benmayor, además de la pintura, cultiva la escultura, el grabado y la fotografía.

## Obras en colecciones y espacios públicos

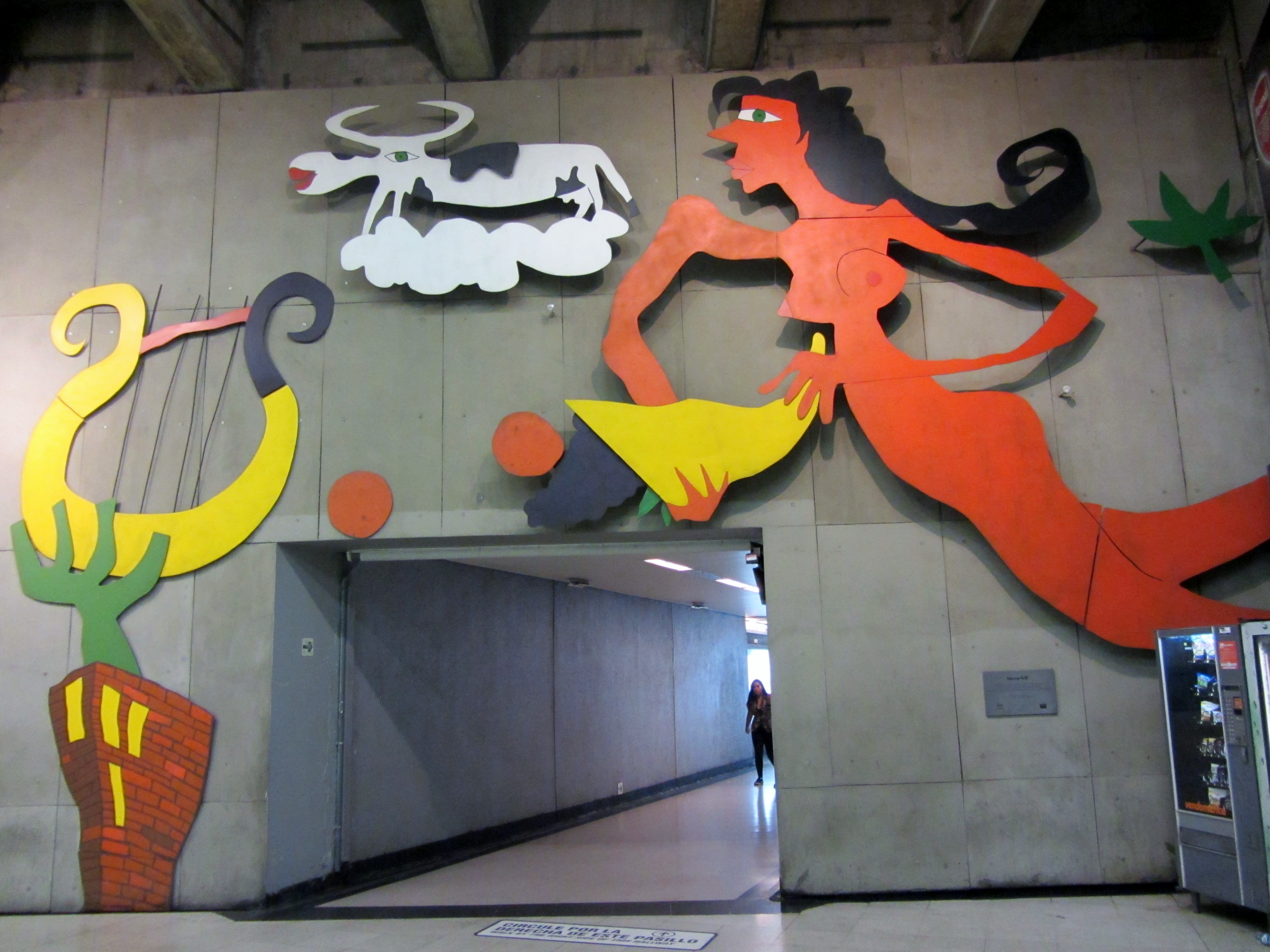
Declaración de amor

- Museo Nacional de Bellas Artes (MNBA), Santiago de Chile
  - La lucha, 1970, aguafuerte, 35 x 48 cm,
  - El sistema digestivo de la vaca, 1992, acrílico sobre tela, 190 x 295 cm, MNBA
  - Cambios, 1995, litografía, 76 x 56 cm, MNBA
- Museo de Arte Contemporáneo de Santiago, Sin título, 1992, óleo sobre tela, 165 x 165 cm
- Museo de Arte Moderno Chiloé, Castro, Santiago, óleo sobre tela, 280 x 210 cm
- Museo de Artes Visuales, dos óleos sin título (158 x 167 cm y 220 x 160 cm, 1987)
- Asociación Chilena de Seguridad, Hospital del Trabajador, Santiago; Los cuatro elementos, 1998, acrílico sobre tela, 216 x 1150 cm
- Banco del Estado de Chile, Santiago
- Colección de la Compañía Cervecerías Unidas, Santiago; Señora de negro, óleo sobre tela, 100 x 112 cm
- Metro Baquedano, Santiago: Declaración de amor, 1998, escultura mural de fierro pintado
- Senado de Chile, edificio del Congreso Nacional, Valparaíso
- Banco Interamericano de Desarrollo, Washington D. C.
- Museo La Tertulia, Cali, Colombia
- Peter Stuyvesant Foundation, Ámsterdam, Holanda
- Barrio Bellavista, calle Ernesto Pinto Lagarrigue, Santiago: Los caminantes, mosaico puesto en la acera

## Exposiciones individuales
- Zapateo americano, Galería Sur, Santiago, 1982
- Ariadna nada contra la corriente, Sala Amigos del Arte, Santiago de Chile, 1982
- Performance, Centro Cultural Mapocho, Santiago, 1982
- Renacimiento de la pintura o algo así, Centro Cultural Mapocho, Santiago, 1983
- Te quiero vida mía, se me nubla la cabeza y no puedo amarte más, Galería Sur, Santiago, 1984
- Instituto Chileno-Norteamericano de Cultura, Concepción, Chile, 1986
- La hora idiota, Instituto Chileno Norteamericano de Cultura, Concepción, 1986
- Cabeza partida, Galería Plástica Tres, Santiago, 1986
- La Odisea, Galería Época, Santiago, 1988
- Pinturas, Galería de Arte El Caballo Verde, Concepción, 1989
- Viaje al interior de mí mismo, Galería Carmen Waugh, Santiago, 1989
- IX Bienal Internacional de Arte de Valparaíso, 1989
- Arte en objeto, Galería Praxis, Santiago, 1991
- Samy Benmayor, pinturas y dibujos, Galería Época, Santiago, 1992
- Trabajos recientes, Galería Época, Santiago, 1992
- A la música, Museo Nacional de Bellas Artes, Santiago, 1992
- Trabajos sobre papel, Galería Plástica Nueva, Santiago, 1993
- Últimos trabajos, Galería A.M.S. Marlborough, Santiago, 1995
- La condición humana, Galería Ana María Stagno, representante de Galería Marlborough, Santiago, 2003
- Del papel al aire, Centro de Extensión Universidad Católica, Santiago, 2006
- Horas recientes, Galería Vasari, Buenos Aires, Argentina
- Donación de órganos, Galería AMS Marlborough, Santiago, 2007
- Forbidden Pleasures, Galería Marlborough, Nueva York, 2008
- Fue mucho más de lo que pensé, Galería A.M.S Marlborough, Santiago, 2011
- Lo escéptico o la búsqueda infinita, Galería Cecilia González Arte Contemporáneo, Lima, Perú, 2013
- La tercera mano, muestra retrospectiva con 30 obras (pinturas, esculturas, dibujos y collages) Galería Gabriela Mistral, Santiago, 2017[12]
- La memoria, la historia, el olvido, pinturas, fotografías y objetos inspirados en el ensayo del filósofo francés Paul Ricoeur La memoria, la historia, el olvido (2004); Museo de Artes Visuales, Santiago, 2020[13]

## Premios y distinciones
- Segundo premio en el concurso Academia Diplomática 1979 del Ministerio de Relaciones Exteriores de Chile
- Segundo premio en el Tercer Concurso de Pintura 1980, del Ministerio de Relaciones Exteriores de Chile
- Beca Corporación Amigos del Arte, Santiago (1981)
- Beca Corporación Amigos del Arte, Santiago (1982)
- Mención de Honor en el Concurso Nacional de Plástica Abierta 1982, Plaza del Mulato Gil, LAN Chile, Santiago
- Mención de Honor en la VII Bienal Internacional de Arte de Valparaíso 1985
- Segundo premio en el concurso de pintura Estimulemos el Arte 1987, Santiago
- Mención Honrosa en el concurso PREALC 1987, Santiago
- Segundo lugar en el Premio Guillermo Winter 1987, Santiago
- Becas U.S. Information Agency y Fund for Artists Colonies, Estados Unidos (1988)[4]
- United States Information Agency Fellowship in Visual Art at the Djerassi Foundation Woodside, California, Estados Unidos (1989).[4]
- Premio Marco Bontá 2003, Academia Chilena de Bellas Artes, Santiago de Chile.[14]